# الوسط (بني العوام)

تعديل مصدري - تعديل

الوسط هي إحدى قرى عزلة بني غشيم بمديرية بني العوام التابعة لمحافظة حجة، بلغ تعداد سكانها 157 نسمة حسب تعداد اليمن لعام 2004.